# Kalliojärvi (sjö i Lappland, lat 66,53, long 28,65)
Kalliojärvi är en sjö i Finland. Den ligger i kommunen Salla i landskapet Lappland, i den norra delen av landet, 700 km norr om huvudstaden Helsingfors. Kalliojärvi ligger 245,2 meter över havet. Arean är 22,8 hektar och strandlinjen är 2,56 kilometer lång. Sjön  ingår i Koundaälvens huvudavrinningsområde. 